# آنجلا کارینی
آنجلا کارینی (انگلیسی: Angela Carini؛ زادهٔ ۶ اکتبر ۱۹۹۸) بوکسور آماتور ایتالیایی است.

## المپیک تابستانی ۲۰۲۴
کارینی در بازی‌های المپیک تابستانی ۲۰۲۴ در پاریس شرکت کرد. او با ایمان خلیف از الجزایر روبرو شد، این مسابقه تنها ۴۶ ثانیه به طول انجامید و کارینی پس از دریافت ضربات سخت و خونی شدن، از ادامه مبارزه منصرف شد. در طول مسابقه، کارینی، پس از ضربه شدید، علامت داد که روسری او چک شود و در نهایت از مبارزه خارج شد. او در مصاحبه‌ای اعلام کرد که چنین ضربه‌ای را هرگز در زندگی‌اش تجربه نکرده بود و به دلیل حفظ سلامتی خود تصمیم به پایان مبارزه گرفت. مربی کارینی بعداً در مورد نگرانی‌های مربوط به ایمنی او اظهار نظر کرد و بحث و جدل پیرامون تصمیم IOC برای اجازه دادن به خلیف برای مسابقه را برجسته کرد. با این حال، کمیته بین‌المللی المپیک از تصمیم خود برای اجازه دادن به هر دو بوکسور برای مسابقه دفاع کرد.